# Александрийский сельсовет (Дагестан)
Александрийский сельсовет — административно-территориальная единица и муниципальное образование со статусом сельского поселения в Кизлярском районе Дагестана Российской Федерации.
Административный центр — станица Александрийская.

## Населённые пункты
На территории сельсовета находятся населённые пункты:
1. станица Александрийская
2. село (аул) Сангиши

## Население
| 2002  | 2010  | 2012  | 2013  | 2014  | 2015  | 2016  |
| ----- | ----- | ----- | ----- | ----- | ----- | ----- |
| 2801  | ↗2904 | ↘2880 | ↗2894 | ↗2939 | ↗2963 | ↗2976 |
| 2017  | 2018  | 2019  | 2020  | 2021  | 2023  | 2024  |
| ↗3003 | ↗3014 | ↗3033 | ↗3048 | ↗3146 | ↗3170 | ↘3166 |
| 2025  |       |       |       |       |       |       |
| ↗3184 |       |       |       |       |       |       |